# Laegieskamp
Laegieskamp is een natuurgebied ten noorden van de Hilversumse Meent en ten westen van de bebouwde kom van Naarden en Bussum. Het ligt grotendeels op het grondgebied van Hilversum en is in beheer bij de Vereniging tot Behoud van Natuurmonumenten in Nederland. Het bevindt zich op de overgang van de hoge zandgronden van het Gooi naar de westelijker gelegen veengebieden van de Vechtplassen. Een deel is vochtig bos, het hoger gelegen deel bij Naarden bestaat uit droog bos.
Dit gebied staat voor 1730 op de kaarten aangeduid als Leysjeskamp, pas na 1867 komt Laegieskamp voor. Over de naam bestaat geen zekerheid. Historicus A.C.J. de Vrankrijker geeft aan dat Leijsje mogelijk verwijst naar een vrouwelijke voornaam, en dat het een stuk land van Leijsje was. Laegies is dan een verbastering hiervan. 
Een andere uitleg is dat in een diluviaal deel van Nederland leijs wordt gebruikt om slechte grond aan te duiden. Dit zou ook een verklaring kunnen zijn voor een stuk grond waar weinig op wil groeien omdat het zo  laag ligt.
De oppervlakte van Laegieskamp is 33 ha en het gebied bestaat voornamelijk uit vochtig weide- en boslandschap. Het is een belangrijke ecologische verbinding tussen het Naardermeer en de Utrechtse Heuvelrug.
Het gebied werd in 1923 gekocht van de erfgooiersvereniging "Stad en Lande" door de gemeente Bussum. Op een deel van de vroegere meentgronden werden sportvelden aangelegd. 

## Beheer
Tot in het begin van de jaren zeventig van de twintigste eeuw is het terrein beheerd in een parkachtige stijl. De paden waren verhard en er waren op diverse plaatsen bruggen over de waterlopen. De grote vijver werd min of meer vrijgehouden van riet, en diende tijdens vorstperiodes als ijsbaan. 
Vanaf midden jaren zeventig is het beheer gewijzigd, wordt dood hout niet meer verwijderd, zijn er minder verharde paden en is de ijsbaan opgeheven en is het terrein verruigd. 
Het beheer is gericht op behoud van de zogeheten blauwgraslanden en het herstel van schrale graslanden. Voorkomende planten in dit gebied zijn moerashertshooi en de Spaanse ruiter. De gegraven kreek bij de Hilversumse Meent dient om het natuurgebied vochtig te maken. De oevers in de oude Koeiemeent zijn daarom ook afgevlakt. Voor de begrazing worden gallowayrunderen ingezet.